# André Couder
André Couder (27 de novembro de 1897 — 16 de janeiro de 1979) foi um óptico e astrônomo francês. A partir de 1925 trabalhou no laboratório de óptica do Observatório de Paris. Entre 1952 e 1958 foi vice-presidente da União Astronômica Internacional.

## Prêmios
- Prêmio Valz (1936)[1]